# 9e cérémonie des Chlotrudis Awards
La 9e cérémonie des Chlotrudis Awards, décernés par la Chlotrudis Society for Independent Film, a eu lieu le 15 mars 2003, et a récompensé les meilleurs films indépendants de l'année précédente.

## Palmarès

### Meilleur film
- Loin du paradis (Far from Heaven) – Réal. : Todd Haynes
  - Donnie Darko – Réal. : Richard Kelly
  - La Pianiste – Réal. : Michael Haneke
  - Punch-Drunk Love – Réal. : Paul Thomas Anderson
  - Le Chemin de la liberté (Rabbit-Proof Fence) – Réal. : Phillip Noyce
  - Thirteen Conversations About One Thing – Réal. : Jill Sprecher
  - Y tu mamá también – Réal. : Alfonso Cuarón

### Meilleur réalisateur
- Todd Haynes pour Loin du paradis (Far from Heaven)
  - Pedro Almodóvar pour Parle avec elle (Hable con ella)
  - Paul Thomas Anderson pour Punch-Drunk Love
  - Michael Haneke pour La Pianiste
  - Richard Kelly pour Donnie Darko
  - Zacharias Kunuk pour Atanarjuat (ᐊᑕᓈᕐᔪᐊᑦ)
  - Mira Nair pour Le Mariage des moussons (Monsoon Wedding)
  - Phillip Noyce pour Le Chemin de la liberté (Rabbit-Proof Fence)

### Meilleur acteur
- Jake Gyllenhaal pour le rôle de Donnie Darko dans Donnie Darko
  - Nicolas Cage pour le rôle de Charlie Kaufman / Donald Kaufman dans Adaptation.
  - Cui Lin pour le rôle de Gui dans Beijing Bicycle (十七岁的单车)
  - Gael García Bernal pour le rôle de Julio Zapata dans Y tu mamá también
  - Anthony LaPaglia pour le rôle de Leon Zat dans Lantana
  - Adam Sandler pour le rôle de Barry Egan dans Punch-Drunk Love
  - Stellan Skarsgård pour le rôle de Tomas Heller dans Aberdeen
  - James Spader pour le rôle d'E. Edward Grey dans La Secrétaire (Secretary)

### Meilleure actrice
- Isabelle Huppert pour le rôle d'Erika Kohut dans La Pianiste
  - Jacqueline Bisset pour le rôle de Frances dans The Sleepy Time Gal
  - Emmanuelle Devos pour le rôle de Carla Behm dans Sur mes lèvres
  - Maggie Gyllenhaal pour le rôle de Lee Holloway dans La Secrétaire (Secretary)
  - Lena Headey pour le rôle de Kaisa dans Aberdeen
  - Catherine Keener pour le rôle de Michelle Marks dans Lovely & Amazing
  - Julianne Moore pour le rôle de Cathy Whitaker dans Loin du paradis (Far from Heaven)
  - Maribel Verdú pour le rôle de Luisa Cortés dans Y tu mamá también

### Meilleur acteur dans un second rôle
- Alan Arkin pour le rôle de Gene dans Thirteen Conversations About One Thing
  - Chris Cooper pour le rôle de John Laroche dans Adaptation.
  - Glenn Fitzgerald pour le rôle d'Earl Coates dans Tully
  - James Franco pour le rôle de Julio Zapata dans Père et flic (City by the Sea)
  - Sean Harris pour le rôle d'Ian Curtis dans 24 Hour Party People
  - Dennis Haysbert pour le rôle de Raymond Deagan dans Loin du paradis (Far from Heaven)
  - John C. Reilly pour le rôle de Phil Last dans The Good Girl

### Meilleure actrice dans un second rôle
(ex æquo)
- Patricia Clarkson pour le rôle d'Eleanor Fine dans Loin du paradis (Far from Heaven)
- Emily Mortimer pour le rôle d'Elizabeth Marks dans Lovely & Amazing
  - Ronit Elkabetz pour le rôle de Judith dans Mariage tardif (חתונה מאוחרת)
  - Edie Falco pour le rôle de Marly Temple dans Sunshine State
  - Isabelle Huppert pour le rôle d'Augustine dans 8 femmes
  - Helen Mirren pour le rôle de Mrs. Wilson dans Gosford Park
  - Bebe Neuwirth pour le rôle de Diane Lodder dans Séduction en mode mineur (Tadpole)
  - Julianne Nicholson pour le rôle de Ella Smalley dans Tully
  - Sarah Peirse pour le rôle de Kate dans Rain

### Meilleure distribution
(ex æquo)
- Gosford Park
- Italian for Beginners (Italiensk for begyndere)
  - 8 femmes
  - Last Orders
  - Lovely & Amazing
  - Le Mariage des moussons (Monsoon Wedding)

### Meilleur scénario original
- Donnie Darko – Richard Kelly
  - Adaptation. – Charlie Kaufman et Donald Kaufman
  - Loin du paradis (Far from Heaven) – Todd Haynes
  - Lovely & Amazing – Nicole Holofcener
  - Thirteen Conversations About One Thing – Karen Sprecher et Jill Sprecher
  - Y tu mamá también – Alfonso Cuarón et Carlos Cuarón

### Meilleur scénario adapté
- Lantana – Andrew Bovell
  - 8 femmes – François Ozon et Marina de Van
  - Le Seigneur des anneaux : Les Deux Tours (The Lord of the Rings: The Two Towers) – Fran Walsh, Philippa Boyens, Stephen Sinclair et Peter Jackson
  - La Pianiste – Michael Haneke
  - La Secrétaire (Secretary) – Erin Cressida Wilson et Steven Shainberg

### Meilleure photographie
- Loin du paradis (Far from Heaven) – Edward Lachman
  - Atanarjuat (ᐊᑕᓈᕐᔪᐊᑦ) – Norman Cohn
  - Rain – John Toon
  - Chansons du deuxième étage (Sånger från andra våningen) – István Borbás, Jesper Klevenas et Robert Komarek
  - Tuvalu – Emil Hristow
  - Et là-bas, quelle heure est-il ? (Ni neibian jidian) – Benoît Delhomme
  - Y tu mamá también – Emmanuel Lubezki

### Buried Treasure
(ex æquo)
- waydowntown
- Wendigo
  - All or Nothing
  - Bārān (باران)
  - La Mélodie du malheur (カタクリ家の幸福)
  - Swimming
  - Autour de Yana (החברים של יאנה)

### Meilleur film documentaire
- Gigantic (A Tale of Two Johns)
  - Bowling for Columbine
  - The Cockettes
  - Daughter from Đà Nẵng
  - My Father the Genius

### Meilleur court métrage
- Just Like Golf
  - Earthquake!
  - Faithful
  - Girl 24
  - Hannah Can't Swim
  - Nine
  - The Offering
  - Saving Human Lives
  - Survival of the Fittest
  - Target Audience
  - A Touch of Tutelage
  - Tunanooda

### Prix du public de la meilleure actrice dans un second rôle
- Isabelle Huppert pour le rôle d'Augustine dans 8 femmes

### Chloe Award
- Geneviève Bujold

### Gertrudis Award
- Glenn Fitzgerald

### Taskforce Award
- Todd Haynes

### Visionary Award
- Edward Lachman